# Синт-Лаурейнс
Синт-Лаурейнс (нидерл. Sint-Laureins) — коммуна в Бельгии, в провинции Восточная Фландрия. Население — 6535 человек (по состоянию на 2011 год). Площадь — 74,5 кв. км.
Располагается на 5 км севернее Экло, 22 км восточнее Брюгге, 26 км к северо-западу от Гента, 60 км западнее Антверпена. Ближайшие автодороги — A10/E40.